# Keswick (Kalifornija)
Keswick je naseljeno područje za statističke svrhe u američkoj saveznoj državi Kalifornija. Prema popisu stanovništva iz 2010. u njemu je živjelo 451 stanovnika.